# Srednje Selo (Pleternica)
Srednje Selo is een plaats in de gemeente Pleternica in de Kroatische provincie Požega-Slavonië. De plaats telt 312 inwoners (2001).